# ديفيد فالوز
ديفيد فالوز (بالإنجليزية: David Fallows)‏ هو عالم موسيقى بريطاني، ولد في 20 ديسمبر 1945 في باكيستون في المملكة المتحدة.

## وصلات خارجية
- الموقع الرسمي